# Frédéric Lemasson
Pour les articles homonymes, voir Lemasson.
Frédéric Lemasson est un footballeur français né le 25 octobre 1974 à Angers (dans le département de Maine-et-Loire). Il évolue au poste de défenseur et joue la plus grande partie de sa carrière dans des clubs de National, la troisième division française. Il joue une saison en deuxième division, avec Angers SCO, faisant plus de 30 apparitions à ce niveau, pour 1 but marqué.

## Biographie
Fils d'un professeur d'EPS, Frédéric Lemasson commence le football à Blain, en Loire-Atlantique, jouant son premier match à Bouvron (défaite 7-2 de son équipe), non loin de là. Il reste à Blain jusqu'à l'année de ses onze ans, lorsqu'il intègre le centre de formation du prestigieux FC Nantes, à l'époque sous l'égide de Raynald Denoueix. À ses tout débuts, il joue au poste d'attaquant ou milieu offensif et à 19 ans, il est repositionné défenseur. À Nantes, il devient au fur et à mesure capitaine de l'équipe réserve, qui évolue à domicile au mythique Stade Marcel-Saupin, avec laquelle il joue 125 matchs et marque 2 buts de 1993 à 1998. Au cours de la saison 1995-1996, il fait sa seule apparition avec l'équipe première dans les dernières minutes d'un match de coupe de la Ligue (16e de finale) face au Montpellier HSC. Lancé par l'entraîneur Jean-Claude Suaudeau, « qui avait voulu faire souffler les cadres et fait confiance aux jeunes », Frédéric Lemasson déclare à propos de ces cinq minutes en fin de match : « Même si cela a été court [...] je ne les oublierai jamais »[source insuffisante].
En 1998, il rejoint le SCO Angers qui évolue alors en National et vise la montée en D2. L'équipe y parvient en 2000, Lemasson est alors depuis deux ans un cadre de l'équipe (jouant plus de 30 matchs par an en championnat). En deuxième division, l'équipe fait un très mauvais parcours et finit dernière du championnat. Lemasson estime que « le club ne s'était pas donné les moyens, sportifs et administratifs, d'assurer le maintien ». Il reste à Angers jusqu'en 2003, saison lors de laquelle le SCO remonte en Ligue 2, finissant vice-champion de National. Selon Frédéric Lemasson, ces deux montées en deuxième division font partie des plus beaux moments de sa carrière, « avec une préférence affective pour la première » rajoute-t-il, estimant que la cohésion de l'équipe de cette époque était plus forte.
Il joue ensuite pour deux clubs de National, tout d'abord le Gazélec d'Ajaccio, puis au Football Croix-de-Savoie 74, qui vient d'accéder au National en 2004. En Corse, il est à nouveau un pilier de l'équipe avec 33 matchs et 2 buts marqués, il est également un acteur du beau parcours du club en Coupe de France, qui va jusqu'aux 16e de finale, puisqu'il marque un but important face à Istres au 8e tour (score final 1-1 victoire aux tirs-au-but) du Gazélec,. Chez les Croix de Savoie, Frédéric Lemasson est souvent titulaire (plus de vingt matchs par an) mais vit deux années difficiles, puisque le club subit des problèmes de gestion graves qui mettent en danger sa survie : les joueurs sont rémunérés en retard, les déplacements payés par des membres du comité directeur, les coprésidents vont démissionner et le club sera finalement sauvé par une souscription, avant d'être pris en charge par le groupe Danone. S'il arrive à se sauver de justesse lors de sa première saison en troisième division, il échoue l'année suivante et est relégué en CFA. De nombreux joueurs vont alors quitter le club en fin de saison, dont Lemasson qui rejoint le club de la Sainte Jeanne d'Arc Le Poiré Football qui évolue en Championnat de France amateur 2. Il fait ce choix pour se rapprocher de sa famille.
Avec Le Poiré-sur-Vie, Lemasson connait à nouveau un seizième de finale de Coupe de France (perdu) en 2008 face au Paris Saint-Germain,. Il est ensuite entraîneur-joueur pendant un an au TVEC Les Sables en DH et peine à se maintenir dans ce championnat, puis officie pendant un an à l'Étoile de Clisson en PH. Il rejoint à l'ASAG La Haie-Fouassière à l'été 2011.
Frédéric Lemasson passe et réussi le CAPES de professeur d'éducation physique et sportive en 1998 mais, étant joueur professionnel, il se met en disponibilité. En 2009, à l'issue de sa carrière footballistique, il reprend l'enseignement au lycée Europe à Cholet.